# Lauterbourg
Lauterbourg je občina v departmaju Bas-Rhin francoske regije Alzacija.
Leta 1990 je v občini živelo 2 372 oseb oz. 211 oseb/km².